# بورگو د اوسما سیوداد د اوسما
بورگو د اوسما سیوداد د اوسما (به اسپانیایی: Burgo de Osma-Ciudad de Osma)  دهستانی است  در سریا اسپانیا.

## خصوصیات
بورگو د اوسما سیوداد د اوسما ۲۸۹٫۳۵ کیلومترمربع مساحت و ۵٬۲۸۵ نفر جمعیت دارد و ۹۰۶ متر بالاتر از سطح دریا واقع شده‌است.

## خواهرخوانده
شهر پوئبلا٬ پوئبلا خواهرخواندهٔ بورگو د اوسما سیوداد د اوسما هست.